# 찰스 듀마스
찰스 ("찰리") 에버렛 듀마스(Charles ("Charlie") Everett Dumas, 1937년 2월 12일 ~ 2004년 1월 5일)는 미국의 높이뛰기 선수로 1956년 하계 올림픽 챔피언이며, 7 피트를 제거한 첫 선수였다.
오클라호마주 털사에서 태어나 로스앤젤레스 근처에 있는 콤프턴 칼리지에서 수학하는 동안에 1956년 6월 29일 미국 올림픽 선발 시합에서 기억할 만할 넘기를 만들어 이전에 깨지지 못할 것 같은 생각이 든 장벽을 깼다.
이 넘기는 미국 올림픽 팀에서 그의 지위를 보증했을 뿐 아니라, 멜버른 올림픽에서 우승 후보로 만들기도 하였다. 거기서 그는 실망하지 않고, 올림픽 신기록에서 타이틀을 거머쥐었다.
다음에 서던캘리포니아 대학교에 등록하여 1958년 대학 팀과 NCAA 타이틀을 우승하였다. 1960년 듀마스는 두번째 올림픽에 나갔으나 무릎 부상으로 인하여 6위에 그쳤다.
5개의 연속적 국내 높이뛰기 타이틀을 우승한 자신의 경력 이후, 그는 교사가 되어 로스앤젤레스 지역의 몇몇의 학교에서 일하였다.
66세의 나이로 잉글우드에서 사망하였다.